# Champagné (Sarthe)
Champagné é uma comuna francesa na região administrativa do País do Loire, no departamento de Sarthe. Estende-se por uma área de 13.94 km². Em 2010 a comuna tinha 3 891 habitantes (densidade: 279,1 hab./km²).